# Sascha Kever
Sascha Kever (født 24. april 1975) er en schweizisk fodbolddommer fra Vezia. Han har dømt internationalt under det internationale fodboldforbund FIFA siden 2007, hvor han er placeret i den europæiske dommergruppe som Category 2-dommer, der er det tredje højeste niveau for internationale dommere. 

## Kampe med danske hold
- Den 16. december 2009: Gruppespil i UEFA Europa League: Sparta Prag – FC København 0-3.
- Den 15. september 2011: Gruppespil i Europa League: Wisła Kraków – OB 1-3.